# Peter de Bie
Peter de Bie (Deventer, 3 juni 1950 – Aerdenhout, 3 juni 2025) was een Nederlandse journalist en radiopresentator.

## Loopbaan
Hij volgde een HBS-opleiding en studeerde van 1972 tot 1977 arbeids- en organisatiepsychologie aan de Rijksuniversiteit Groningen.
Vanaf 1977 werkte De Bie bij de landelijke publieke omroep.
Bij de KRO werkte hij mee aan het radioprogramma Voer voor Vogels. Van 1980 tot 1988 was hij in dienst van de VARA, waar hij in 1988 betrokken was bij het programma De Stand Van Zaken, met Paul Witteman, Hanneke Groenteman en Marcel van Dam. Dat programma won in 1984 de Zilveren Reissmicrofoon. In 1983 kreeg hij voor de reportage over de Zaak Stinissen de J.B. Broekszprijs.
Van 1989 tot 1995 was De Bie werkzaam voor de TROS, waar hij redacteur was van TROS Aktua en diverse documentaires regisseerde. Van 1998 tot 2000 was hij samen met Antoinette Hertsenberg eindredacteur van het consumentenprogramma TROS Radar.
Vanaf 1994 presenteerde  hij het radioprogramma TROS Nieuwsshow (2014 t/m 2017 AVROTROS Nieuwsshow, vanaf januari 2018 Nieuwsweekend van omroep MAX) op Radio 1. Vanaf oktober 1996 deed hij dit samen met Mieke van der Weij. Tot september 2010 verzorgde hij samen met Francisco van Jole de presentatie van het programma TROS Radio Online. Van 2010 tot 2011 presenteerde hij samen met Tineke Verburg het programma TROS in Bedrijf.
In het najaar 2022 was Peter de Bie langere tijd afwezig bij de presentatie van Nieuwsweekend. Op 17 december 2022 nam hij, om gezondheidsredenen, afscheid van dat programma. Hij meldde hierover zelf: “Ik heb een hele gemene bacterie, waarvan ik achteraf hoorde dat een op de drie mensen er dood aan gaat.” Het ging om een stafylokokken-infectie waardoor zijn onderbeen afgezet moest worden.

## Privéleven
Peter de Bie trouwde in 2000 met omroepster, presentatrice en actrice Dieuwertje Blok. Zij overleed in maart 2025. De Bie overleed drie maanden later door middel van euthanasie op zijn 75e verjaardag.
- International Standard Name Identifier: 0000 0000 4134 0387
- Library of Congress Control Number: n92037461
- Nederlandse Thesaurus van Auteursnamen: 068520786
- Virtual International Authority File: 48420342